# Peter Bergman
Peter Paul Bergman (Cleveland (Ohio), 29 de noviembre de 1939.-Santa Mónica (California), 9 de marzo de 2012) fue un cómico y escritor estadounidense, conocido por ser el fundador de the Firesign Theatre. Interpretó el papel de Teniente Bradshaw en las obras Nick Danger.

## Biografía
Bergman estudió economía en la Universidad de Yale, donde contribuyó en el humorística del campus The Yale Record. Fue al Yale School of Drama con una beca como guionista de Eugene O'Neill, y escribió dos musicales para la Yale Dramatic Association con Austin Pendleton y Philip Proctor. Después de la universidad, trabajó junto a Tom Stoppard, Derek Marlowe, Piers Paul Read y Spike Milligan.

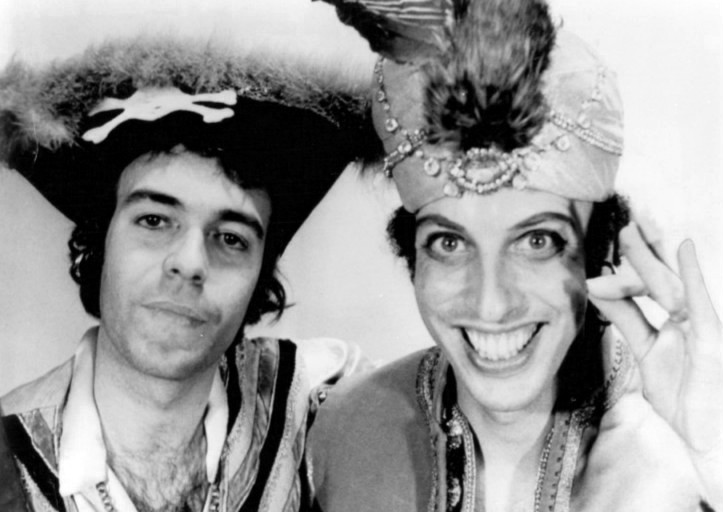
Bergman junto a Philip Proctor en 1973.

El Firesign Theatre se formó como resultado del show de Bergman Radio Free Oz en KPFK. Según Bergman, "Comencé el 24 de julio de 1966 en la KPFK ... Tenía algunas personas muy interesantes a mi alrededor, en las que esas personas se convirtieron en the Firesign Theatre: David Ossman estaba conectado con la estación, Phil Austin estaba conectado con la estación, y Phil Proctor salió a hacer un show y nos conectamos en Los Ángeles| LA]] y esa fue realmente la génesis de todo ese acontecimiento." Bergman también acuñó la palabra "love-in" en 1967, y organizó el primer evento en abril de 1967 en Los Ángeles.
Las versiones teatrales de Don't Crush That Dwarf, Hand Me the Pliers, The Further Adventures of Nick Danger, Waiting for the Electrician or Someone Like Him, y "Temporarily Humboldt County" fueron publicadas por Broadway Play Publishing Inc.